# Бромбензол
Бромбензол (фенилбромид) — галогенпроизводное бензола, ароматическое органическое соединение, имеющее формулу C6H5Br, бесцветная жидкость (часто слегка желтоватого цвета из-за различных примесей) с характерным сладковатым запахом.

## Получение
Бромбензол получают в реакции бензола с бромом в присутствии FeBr3. Побочным продуктом является HBr.
C6H6 + Br2 = C6H5Br + HBr

## Применение
Бромбензол используется для приготовления соответствующего реактива Гриньяра, фенилмагнийбромида C6H5MgBr.
C6H5Br + Mg = C6H5MgBr
Фенилмагнийбромид является важным реагентом для введения фенильной группы в различные соединения (альдегиды, кетоны и их производные).
Реагент со схожими свойствами, фениллитий C6H5Li, получается в реакции бромбензола с бутиллитием или металлическим литием.
C6H5Br + 2Li = C6H5Li + LiBr
C6H5Br + C4H9Li = C6H5Li + C4H9Br
Также бромбензол применяется в катализируемых палладием реакциях кросс-сочетания, например, в реакции Сузуки.

## Токсичность
В экспериментах на животных ЛК50 бромбензола определена в 21 г/м³, ЛД50 для мышей — 2,7 г/кг, для крыс 3,2 г/кг, для кроликов 3,3 г/кг, для морских свинок 1,7 г/кг. 
ПДК установлена в 3 мг/м³